# دان مايرلي
دان مايرلي (بالإنجليزية: Dan Majerle)‏ مواليد 9 سبتمبر 1965 في ترافيرس سيتي، هو لاعب كرة سلة أمريكي سابق أصبح مدرباً بدأ مسيرته الاحترافية في سنة 1988. يبلغ طوله 6 قدم 6 بوصة (2.0 م). مثّل منتخب بلاده. شارك في مسابقة كرة السلة في الألعاب الأولمبية الصيفية. اعتزل اللعب في 2002.

## الميداليات
| الميدالية | المسابقة                         |
| --------- | -------------------------------- |
| برونزية   | الألعاب الأولمبية الصيفية 1988   |
| ذهبية     | بطولة كأس العالم لكرة السلة 1994 |

## روابط خارجية
- دان مايرلي على موقع IMDb (الإنجليزية)
- دان مايرلي على موقع قاعدة بيانات الفيلم (الإنجليزية)
- دان مايرلي على موقع الاتحاد الدولي لكرة السلة (الإنجليزية)
- دان مايرلي على موقع الاتحاد الدولي لكرة السلة (الإنجليزية)
- دان مايرلي على موقع إن بي أي (الإنجليزية)
- دان مايرلي على موقع سبورتس رفرنس (الإنجليزية)
- دان مايرلي على موقع كرة السلة الأوروبية.كوم (الإنجليزية)
- دان مايرلي على موقع كلية كرة السلة في سبورتس رفرنس.كوم (الإنجليزية)
- دان مايرلي على موقع ريلجم (الإنجليزية)
- دان مايرلي على موقع بروبوليرز (الإنجليزية)
- دان مايرلي على موقع سبورتس رفرنس (الإنجليزية)
- دان مايرلي على موقع كلية كرة السلة في سبورتس رفرنس.كوم (الإنجليزية)